# Circuito Internacional de Marcha Chihuahua 2015
Circuito Internacional de Marcha Chihuahua 2015 – zawody lekkoatletyczne w chodzie sportowym, które odbyły się 7 marca w meksykańskim mieście Chihuahua. Impreza była kolejną w cyklu IAAF Race Walking Challenge w sezonie 2015.

## Rezultaty

### Mężczyźni
| Konkurencja:  | 1. miejsce   | Rezultat   | 2. miejsce     | Rezultat | 3. miejsce      | Rezultat   |
| Chód na 20 km | Eder Sánchez | 1:23:00    | Erick Barrondo | 1:23:01  | Isaac Palma     | 1:23:11    |
| Chód na 50 km | José Ojeda   | 3:50:14 WL | Andrés Chocho  | 3:50:34  | Luis Bustamante | 3:52:17 PB |

### Kobiety
| Konkurencja:  | 1. miejsce               | Rezultat | 2. miejsce    | Rezultat | 3. miejsce    | Rezultat |
| Chód na 20 km | María Guadalupe González | 1:32:42  | Erica de Sena | 1:32:57  | Ana Cabecinha | 1:33:26  |